# Federico Olivero
Federico Olivero (Torino, 9 dicembre 1878 – Torino, 22 aprile 1955) è stato un traduttore, critico letterario e filologo italiano.

## Biografia
Figlio di Vincenzo Enrico, colonnello di Stato maggiore e docente di fortificazioni, era fratello dell'ingegnere Eugenio Olivero. Fu docente di Lingua e Letteratura inglese dell'università di Torino dal 1932 al 1949; Ebbe tra i suoi allievi Beppe Fenoglio, Cesare Pavese, Italo Calvino e Fernanda Pivano.
Fu autore di vari saggi sulla letteratura inglese e tradusse grandi autori di lingua inglese come Edgar Allan Poe, del quale pubblicò le traduzioni dell'intera opera poetica e anche di alcune prose per Laterza (1912), Percy Bysshe Shelley e John Keats.
Il 17 aprile 1940 fu eletto socio corrispondente della Classe di Scienze morali, storiche e filologiche dell'Accademia delle Scienze di Torino, alla quale nel 1951 decise di donare alcune opere concernenti la storia e l'arte piemontesi nonché alcune carte, album e opere a olio del fratello Eugenio precedentemente scomparso.
Alla sua morte non avendo eredi, destinò tutto il suo patrimonio alla Piccola Casa della Divina Provvidenza.

## Opere
- Leigh Hunt ed i suoi studi sulla "Divina commedia", Olschki, s.d.
- L'image poétique dans Keats, s.e., s.d.
- Music and moonlight d'Arthur O'Shaughnessy, Elwert, s.d.
- L'arte del paesaggio nell'opera in prosa di E.A. Poe, Quattrini, 1911.
- Saggi di letteratura inglese, Laterza, 1913.
- Studi di romanticismo inglese, 1914.
- Sulla lirica di Alfred Tennyson, 1915.
- Studies in Modern poetry, Humphrey Milford, Londra 1921, poi Creative Media Partners, 2019.
- Dall'intimo dell'anima, 1923.
- Letture inglesi dal Chaucer allo Swinburne, con introduzione e note per le università e l'insegnamento superiore, 1925.
- Studi su poeti e prosatori inglesi, 1925.
- Rainer Maria Rilke, 1929.
- An introduction to Hardy, 1930.
- La teoria poetica del Newman, Società editrice "Vita e pensiero", 1930.
- Rainer Maria Rilke : a study in poetry and mysticism, Cambridge 1931.
- Studi britannici, 1931.
- Correnti mistiche nella letteratura inglese moderna, 1932.
- Edgar Allan Poe, Arm Press, 1932 poi 1972.
- Lirica religiosa inglese, 1934.
- Il pensiero religioso ed estetico di Walter Pater, Società Editrice Internazionale, 1939.
- The representation of the image in Dante, Lattes, 1936.

### Traduzioni
- Edgar Allan Poe, Le poesie, Laterza, 1912.
- P.B. Shelley e J. Keats - Liriche scelte; con saggio introduttivo e note del traduttore.
- Poesie di Francis Thompson, 1925.
- Beowulf, 1934.